# Димитър Камчев
Димитър Камчев Димитров е български просветен деец и революционер от Вътрешната македоно-одринска революционна организация.

## Биография
Димитър Камчев е роден през 1853 година в боймишкото село Горгопик, тогава в Османската империя, днес в Гърция. Работи като български учител в родното си село и същевременно се присъединява към ВМОРО. Действа като секретар на четата на Апостол Петков. Заловен е заедно с част от организационния архив и последователно е затворен в ениджевардарския затвор и солунския Еди куле, след което е заточен на доживотен затвор в Подрум кале, Мала Азия. По време на заточението му до 1904 година семейството му е тормозено от турските власти и гръцките андарти, които заедно убиват сина му. След 1912 година е репресиран от новите гръцки власти, което го принуждава през 1925 година да се изсели в Свободна България.
Женен е за Божана (р. 1866), с която имат син Михаил (р. 1911) и снаха Мария (р. 1913). На 25 февруари 1943 година, като жител на Пловдив, подава молба за българска народна пенсия, която е одобрена и пенсията е отпусната от Министерския съвет на Царство България.